# Hvammstangi
Hvammstangi là một thị xã Iceland, trên bán đảo Vatnsnes, trên Miðfjörður. Đây là khu vực đông dân nhất ở huyện Húnaþing, với dân số khoảng 580 người.
Đây là một trung tâm quan trọng cho khu vực xung quanh, cung cấp giáo dục, thương mại từ năm 1846.